# La Course à l'échalote
Pour plus de détails, voir Fiche technique et Distribution.
La Course à l'échalote est un film français réalisé par Claude Zidi sorti en 1975.

## Synopsis
Jeune et dynamique fondé de pouvoir de la 20th Century Bank, Pierre Vidal épie régulièrement avec ses jumelles sa compagne Janet, qui travaille dans un salon de coiffure de l'autre côté de la rue. Celle-ci, lassée de la monotonie de sa relation avec Pierre, envisage de le quitter.
Pierre accompagne jusqu’à la salle des coffres un certain M. de Rovère, venu déposer l'acte de cession des parts d’une société organisatrice de spectacles. Ne souhaitant pas apparaître comme le propriétaire officiel de cette société, il a acheté les parts au nom d’un acheteur tiers, qui lui a signé en contrepartie des cessions de parts en blanc, qui lui permettront le jour venu de reprendre le contrôle de la société. Ces documents font l’objet de convoitises de la part de certains membres de la troupe qui ne voulaient pas vendre la société.
Pierre est chargé de remplacer son directeur d’agence, parti en vacances pendant une semaine. Plus nerveux que jamais sous le poids de cette écrasante responsabilité, ses maladresses diverses attirent la suspicion d’un commissaire de police. Ce dernier relève que la banque a été cambriolée un an auparavant et soupçonne une complicité interne au sein de l’institution.
Le dernier jour de sa semaine d’intérim, Pierre assiste impuissant au vol de la précieuse mallette de M. de Rovère. Soucieux de ne pas nuire à la réputation de sa banque, il décide de mener l’enquête lui-même sans prévenir la police. Il annule son week-end avec Janet, ce qui déclenche la curiosité de celle-ci. Le voleur a abandonné son imperméable dans lequel se trouve une invitation pour un voyage à bord d’un train festif transportant une troupe de music-hall de Paris à Brighton en Angleterre. Pierre se rend à bord du train, poursuivi par Janet, qui pense qu’il la trompe, et par le commissaire de police.
À bord du train, il retrouve les malfrats, qui ne sont autres que des membres de la troupe, mais ceux-ci le reconnaissent et l’enferment à bord d'une caisse en bois. Pendant ce temps, toujours dans le train, au milieu de la fête, le commissaire aborde Janet pour la "cuisiner" discrètement, mais se fait démasquer par le magicien pickpocket Gérard Majax qui lui a pris sa carte. Janet échappe au commissaire en se fondant dans la foule. Réussissant à s’échapper, Pierre parvient à mettre la main sur la mallette mais lorsque les malfrats se lancent à ses trousses, il fait tomber celle-ci dans une grande colonne creuse faisant partie du décor du spectacle. Au moment où le train traverse la Manche à bord d’un bateau, Pierre se cache dans un canot de sauvetage pour échapper à ses poursuivants, tandis que Janet, poursuivie par le commissaire de police, se réfugie à bord du même canot, qui basculera ensuite dans l’eau.
Arrivés à Brighton, Pierre explique à Janet la situation, et Janet séquestre Pierre pour aller seule au théâtre de Brighton et mettre la main sur la mallette, n’étant pas connue des malfrats. Lorsqu’elle arrive au théâtre de Brighton, elle tombe sur le commissaire, et en voulant lui échapper, se fait cueillir par les malfrats, tandis que le commissaire se fera piéger dans une "fleur" géante en plastique en y tombant dedans. S’étant libéré, Pierre file au théâtre mais se fait à son tour prendre par les malfrats, qui les enfermeront dans une maison abandonnée avant d’y mettre le feu. Pierre et Janet survivent en s’immergeant dans une baignoire avec une bouteille d'oxygène trouvée dans la maison.
Pierre réussit à revenir au théâtre de Brighton alors que la représentation de la troupe de music-hall bat son plein. Il entreprend de démolir les différentes colonnes du décor à coups de hache, ce qui provoque l’hilarité du public, le prenant pour un comédien de la troupe. Il réussira ainsi à retrouver la mallette, malgré les tentatives d'un des malfrats lanceur de couteaux de le tuer sous les yeux du public, toujours persuadé que ça fait partie du numéro.
Alors que Pierre s’enfuit du théâtre, il ne remarque pas l’arrivée de son directeur d’agence, qui s’est rendu à Brighton pour retrouver un des membres de la troupe – un des malfrats – avec lequel il entretient une relation. Celui-ci, pour éviter de croiser son employé, fait un faux-pas et tombe dans la fleur ou se trouve toujours le commissaire.
Lorsqu’il retourne à l’agence, satisfait de lui, Pierre est accueilli par le président-directeur général de la banque, qui lui annonce son licenciement. La police s’est en effet aperçue que c’était le directeur d’agence qui, disposant illicitement d'un double des clés des coffres dans son bureau, avait permis le vol de la mallette de M. de Rovère pour enrichir ses protégés au sein de la troupe de théâtre, et la banque licencie Pierre pour avoir attiré l’attention de la police et des médias sur la banque par ses différentes manœuvres. Le président-directeur-général ignore que Pierre a retrouvé les précieux documents. Ce dernier en profite alors pour les remplir à son nom et s’enrichir. Le film se termine lorsque M. de Rovère, qui a perdu son investissement, met la main sur Pierre pour tenter vainement de l’amadouer, sous les yeux de Janet.

## Fiche technique
- Réalisation : Claude Zidi
- Scénario et adaptation : Claude Zidi, Michel Fabre, Jean-Luc Voulfow
- Musique : Vladimir Cosma
- Assistant réalisateur : Jean-Jacques Beineix, Olivier Mergault, Franck Robert Houdin
- Production délégué : Films Christian Fechner
- Production associé : Renn Production
- Images : Henri Decaë Format Scope eastmancolor
- Montage : Robert et Monique Isnardon
- Décors : Michel de Broin, assisté de Henri Sonois
- Ingénieur du son : Bernard Aubouy
- Chorégraphie : Maryse Delannoy
- Cascades réglées par : Jean-Pierre Renault (doublure cascade de Pierre Richard), Joëlle Baland (doublure cascade de Jane Birkin) de l'équipe Yvan Chiffre
- Effets spéciaux : Christian Bourqui
- Bruitages : André Naudin
- Accessoiriste de plateau : Marcel Laude
- Studios : Paris-Studios-Cinéma (Studios de Billancourt)
- Générique : STAN
- Genre : comédie
- Durée : 110 minutes
- Date de sortie : 8 octobre 1975[1]
- Affiche : René Ferracci (France)

## Distribution
- Pierre Richard : Pierre Vidal
- Jane Birkin : Janet
- Michel Aumont : commissaire Brunet
- Marc Doelsnitz : Marc
- Amadeus August : Gunther
- Henri Déus : Mike
- Luis Rego : Frantz
- Catherine Allégret : Nicole
- André Bézu : André
- Troupe de L'Alcazar de Paris : elle-même
- Jean Martin : directeur de la banque
- Claude Dauphin : M. Bertrand de Rovère
- Paul Cambo : le PDG de la banque
- Jean Bouchaud : adjoint de Brunet
- Henri Attal : contrôleur train
- François Cadet : premier brigadier
- Philippe Dehesdin : Philippe
- Arlette Emmery : Mlle Fenette
- Pierre Haudebourg : Christopher Stein
- Gérard Majax : lui-même
- Eberhard Mondry : capitaine Klaus
- Louis Navarre : représentant
- Catherine Rethi : femme de chambre hôtel Brighton
- Dianik Zurakowska : secrétaire de Pierre
- Manu Pluton : artiste noir de l'Alcazar (non crédité)
- Yves Afonso : chauffeur train (non crédité)
- Tony Roedel : convoyeur (non crédité)
- Yvan Tanguy : convoyeur (non crédité)
- Maurice Gottesman : un spectateur au théâtre de Brighton (non crédité)
- Franck Stuart : un spectateur au théâtre de Brighton (non crédité)
- Christiane Delorme : une invitée au buffet de la banque (non créditée)

## Autour du film
- Il a été tourné en partie à Cherbourg (Manche), ainsi qu'à Brighton (Royaume-Uni).
- Le trio Zidi-Richard-Birkin a déjà tourné ensemble dans La moutarde me monte au nez, sorti un an auparavant.
- Le gag de l'aveugle venant accorder le piano sera ré-utilisé dans Les Sous-doués en vacances, autre film de Claude Zidi sorti en 1982.
- Le thème musical de l'incendie de la maison sera repris trois fois par la suite : dans Les Sous-doués en vacances pour la séquence du requin, dans Banzaï pour la scène de l'avion puis dans le film d'animation Astérix et la Surprise de César pour le sauvetage d'Astérix durant les inondations. Par ailleurs, la scène du noir musclé coupant un tronc reprend la mélodie de La Moutarde me monte au nez.
- A la fin du film, Claude Dauphin passait la main dans le dos de Pierre Richard. La scène est coupée dans les versions DVD.
- La locomotive à vapeur tractant le train spécial est la 130 B 476, louée par l'AJECTA.